# Феррерс, Джон, 1-й барон Феррерс из Чартли
Джон де Феррерс (англ. John de Ferrers; 20 июня 1271, Кардифф, Уэльс или Чартли, Стаффордшир, Королевство Англия — сентябрь 1312, Гасконь, Королевство Франция) — английский аристократ, 1-й барон Феррерс из Чартли (с 1299 года). Долго и безуспешно пытался вернуть владения, конфискованные у его отца — Роберта де Феррерса, 6-го графа Дерби, был в числе баронов, оспоривших законность королевских требований о службе за границей (1297), участвовал в шотландской войне. Незадолго до смерти был назначен сенешалем Гаскони.

## Биография
Джон де Феррерс принадлежал к старинному и знатному роду англонормандского происхождения. Он был старшим сыном Роберта де Феррерса, 6-го графа Дерби, и Элеаноры де Богун и родился 20 июня 1271 года. По разным данным, это произошло в Кардиффе (Уэльс) или в поместье Чартли в английском графстве Стаффордшир. Всё имущество Роберта за два года до того было конфисковано из-за мятежа; титул вернулся к короне, а обширные владения перешли к королевскому брату Эдмунду, графу Ланкастерскому и Лестерскому. После смерти отца в 1279 году юный Феррерс получил только одно поместье — Чартли. От бабки, Маргарет де Квинси, он унаследовал ещё три поместья в Хантингдоншире (1281), от кузины Сесилии — поместье в Нортгемптоншире (1294). Женитьба на Хависе де Мушегро принесла Джону земли в Сомерсете, Глостершире, Беркшире и Бакингемшире (между 1298 и 1300).
С юных лет Феррерс находился на королевской службе. Он сопровождал двух дочерей короля Эдуарда I, Элеонору и Маргариту, в их поездках на континент (в 1294 и 1297 годах соответственно). В 1297 году Джон был в числе баронов, которые заявили протест против растущих требований короля, связанных с военной службой во Франции и новыми податями. Он упоминается в документе, известном как De tallagio, — проекте дополнений к Великой хартии вольностей. Кроме Феррерса, там фигурируют только двое — граф Норфолк и граф Херефорд; это может говорить либо о важной роли Джона в разразившемся политическом кризисе, либо о том, что за ним признавали статус графа вопреки формальностям.
Феррерс много раз пытался вернуть наследство. Приблизительно в 1297 году он попросил у папы Бонифация VIII разрешения собрать с английского духовенства 50 тысяч фунтов для выкупа родовых владений, но, по-видимому, получил отказ. В 1300 году Джон снова обратился к папе — на этот раз чтобы с его помощью истребовать у Томаса Ланкастерского (сына Эдмунда) 20 тысяч фунтов как возмещение утраченных доходов. Архиепископ кентерберийский Роберт Уинчелси попросил кардинала Маттео д’Акваспарте помочь Феррерсу, которого он назвал в письме своим «особым другом». Папа назначил Уинчелси судьёй по этому вопросу, тот вызвал Ланкастера на специальные слушания, а потом снова передал дело в Рим. Граф Томас добился королевского запрета на рассмотрение дела в Англии и подал в суд на архиепископа. В итоге Джон ничего не добился.
Начиная с февраля 1299 года Джона регулярно вызывали в парламент как лорда. Поэтому он считается первым бароном Феррерсом из Чартли. Джон участвовал в ряде шотландских походов (1298, 1301, 1303 и 1306), в последний раз в качестве констебля армии. В 1311 году он получил от Эдуарда II опеку над Глостерским замком, в январе 1312 года был назначен сенешалем Гаскони. Почти сразу после прибытия на континент Феррерс оказался втянут в конфликт с местным влиятельным сеньором Аманьё VIII д’Альбре, суть которого неизвестна. Королю пришлось вызвать к себе обоих, но Джон умер до отъезда в Англию, в сентябре 1312 года; один из источников называет причиной смерти яд.

## Семья
Между 1298 и 1300 годами Феррерс женился на Хависе де Мушегро — дочери сэра Роберта де Мушегро, вдове Уильяма Мортимера. В этом браке родились двое сыновей, Джон (умер в 1324) и Роберт (1309—1350), 2-й и 3-й бароны Феррерс из Чартли соответственно. Дочь Джона-старшего, Элеанора, стала женой сэра Томаса Латома.